# Karl 5. af Lothringen
Karl V Leopold, hertug af Lothringen (født 3. april 1643 i Wien, død 18. april 1690 i Wels, Oberösterreich) var titulær hertug af Lothringen 1675-90, mens hans land var fransk besat. Han var søn af Nikolaj 2. af Lothringen og Claude Françoise de Lorraine. Karl Leopold var svigersøn af kejser Ferdinand III og svoger til kejser Leopold.
Karl V Leopold var kejserlig feltherre (1675-1688) i det Tysk-romerske rige og ledte det kejserlige kontigent i undsættelseshæren, der forsvarede Wien mod osmannerne under slaget ved Wien 12. september 1683.